# Courbet (couraçado de 1911)
O Courbet foi um couraçado operado pela Marinha Nacional Francesa e a primeira embarcação da Classe Courbet, seguido pelo Jean Bart, Paris e France. Sua construção começou em setembro de 1910 no Arsenal de Lorient e foi lançado ao mar em setembro do ano seguinte, sendo comissionado na frota francesa em novembro de 1913. Era armado com uma bateria principal de doze canhões de 305 milímetros montados em seis torres de artilharia duplas, tinha um deslocamento carregado de mais de 25 mil toneladas e alcançava uma velocidade máxima de 21 nós.
O Courbet passou todo o seu período de serviço na Primeira Guerra Mundial dando cobertura para a Barragem de Otranto no Mar Adriático a fim de conter qualquer possível avanço da Marinha Austro-Húngara, porém nunca entrou em ação. Ele foi modernizado no período entreguerras, quando recebeu novos dispositivos de controle de disparo, teve suas caldeiras substituídas e armamento antiaéreo fortalecido, entre outras alterações. Entretanto, por ser considerado obsoleto, passou a maior parte de seu serviço a partir da década de 1930 como um navio de treinamento.
O navio foi reativado às pressas após a invasão alemã da França em 1940 na Segunda Guerra Mundial. Ele fugiu para o Reino Unido depois da derrota francesa e foi entregue para as Forças Navais Francesas Livres. O Courbet foi atracado em Portsmouth e inicialmente usado como bateria antiaérea e alojamento flutuante, sendo desarmado em 1941 e usado como alvo de tiro em 1943. O couraçado acabou deliberadamente afundado como quebra-mar na Praia de Sword durante os Desembarques da Normandia em junho de 1944, sendo desmontado no próprio local após a guerra.

## Contexto e descrição

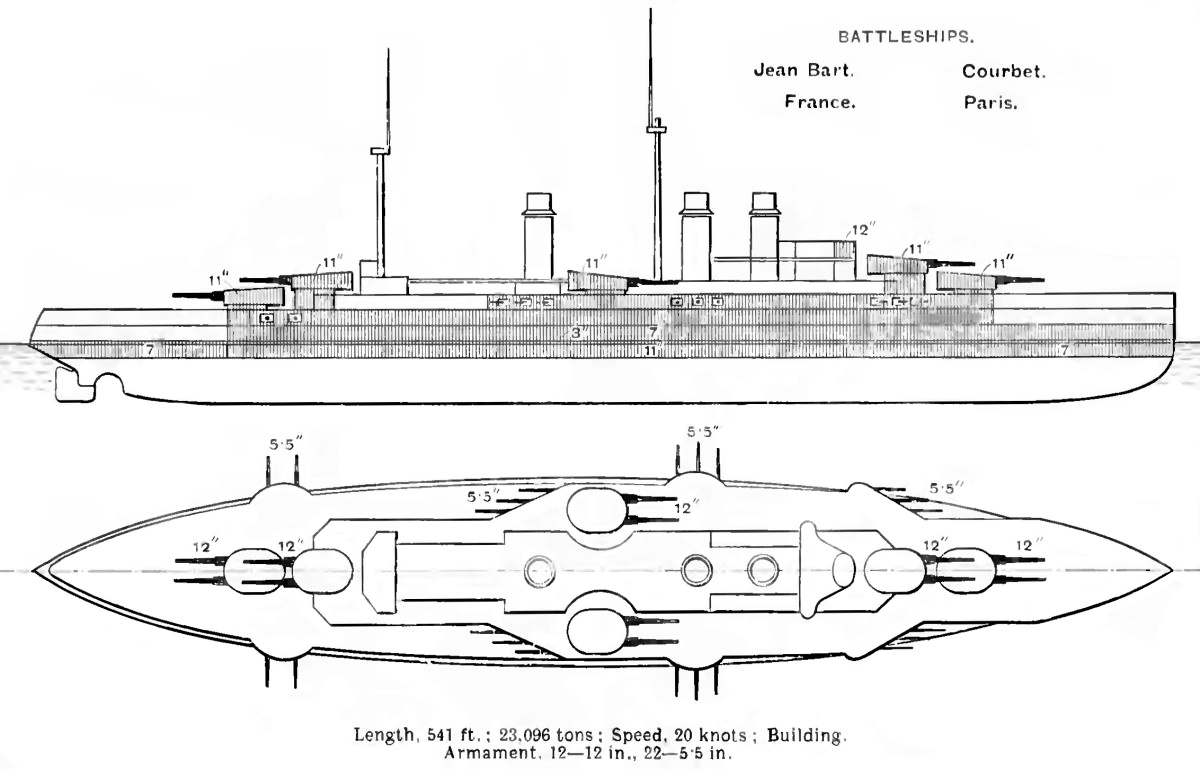
Elevação direita e planta do convés como descrito em Brassey's Naval Annual 1912

Em 1909, a Marinha Francesa estava convencida da superioridade do couraçado de grande porte HMS Dreadnought sobre projetos de calibre misto, como a classe Danton, que precedeu a Courbet. No ano seguinte, o novo Ministro da Marinha, Augustin Boué de Lapeyrère, selecionou um projeto comparável aos dreadnoughts estrangeiros então em construção para serem construídos como parte do Programa Naval de 1906. Os navios tinham 166 metros de comprimento total e uma boca de 27 metros, além de um calado médio de 9,04 metros. Eles deslocavam 23 475 toneladas em carga normal e 25 579 em carga profunda. Sua tripulação era composta por 1.115 homens como navio particular e 1.187 quando servia como capitânia. Os couraçados eram movidos por dois conjuntos de turbinas a vapor Parsons construídos sob licença, cada um acionando dois eixos propulsores. Ao contrário de seus navios irmãos, o Courbet tinha 24 caldeiras Niclausse para fornecer vapor para suas turbinas. Essas caldeiras eram movidas a carvão com pulverizadores de óleo auxiliares e foram projetadas para produzir 20 594 kW. Os navios tinham uma velocidade projetada de 21 nós (39 quilômetros por hora), embora o Courbet tenha atingido apenas 20,8 nós (38,5 quilômetros por hora) durante seus testes no mar. Os navios da classe Courbet transportavam carvão e óleo combustível suficientes para atingir um alcance de 4 200 milhas náuticas (7 800 quilômetros). a uma velocidade de 10 nós (19 quilômetros por hora).

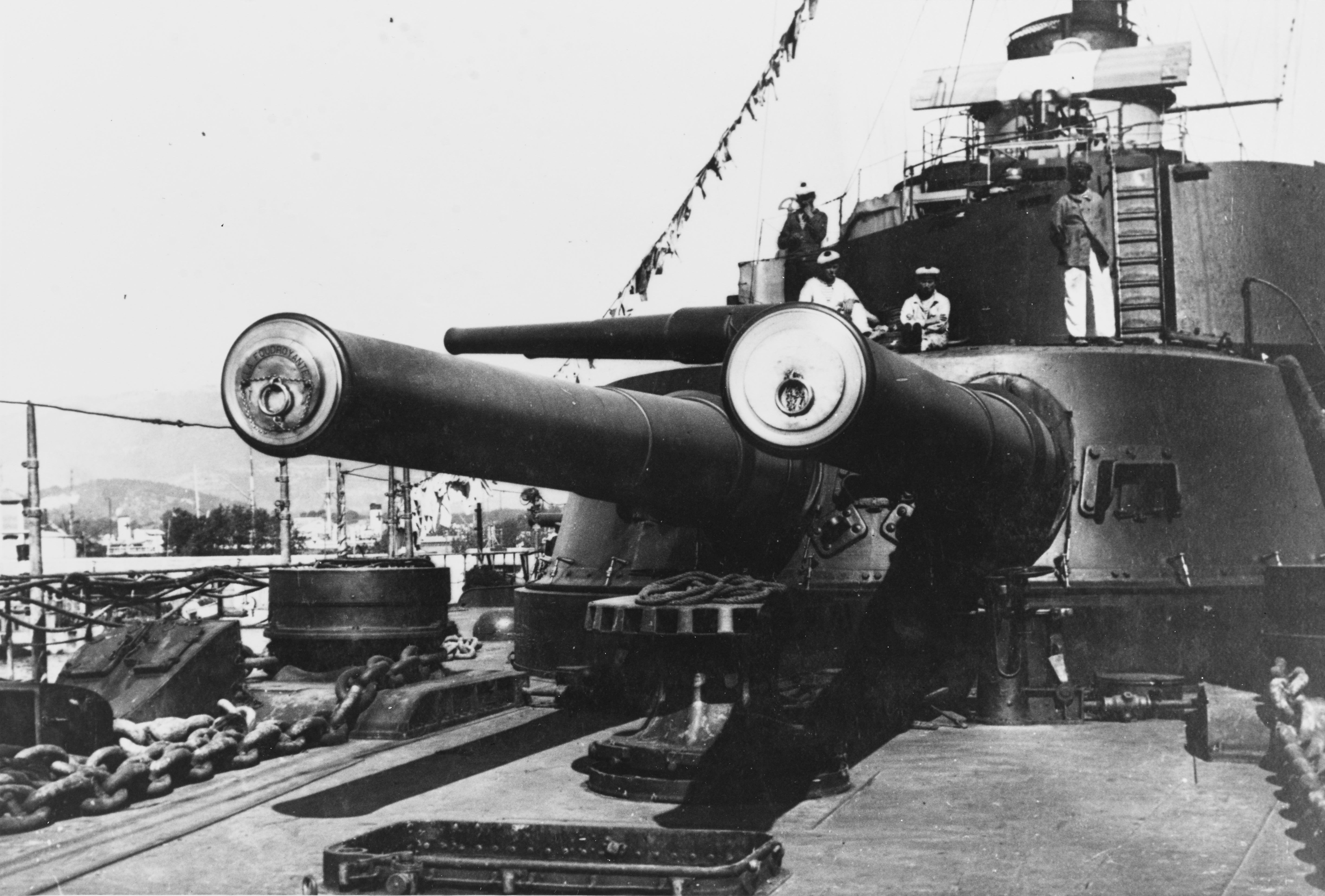
Torres de tiro dianteiras do Courbet, por volta de 1919

A bateria principal da classe Courbet consistia em doze de 305 milímetros mle 1906-1910 montados em seis torres de canhão duplas, com dois pares de torres de superdisparo à frente e atrás da superestrutura e um par de torres nas asas localizadas ao meio do navio. Seu armamento secundário era composto por vinte e dois canhões de 138 milímetros Modèle 1910, que foram montados individualmente em casamatas no casco. Foram instalados quatro canhões Hotchkiss de 1902, dois em cada lado da superestrutura. Eles também estavam armados com quatro tubos de torpedos de 450 milímetros submersos, um par em cada lado, além de 10 minas abaixo do convés. A espessura do cinturão blindado dos navios variava de 140 a 2500 milímetros e era mais espesso no meio do navio. As torres de tiro eram protegidas por 250 a 360 milímetros de blindagem, enquanto que uma blindagem de 160 milímetros era reservada para as casamatas. O convés blindado curvo tinha 40 milímetros de espessura na superfície plana e 70 milímetros nas suas encostas externas. A torre de comando tinha 266 milímetros de espessura em suas faces.

## Construção e carreira

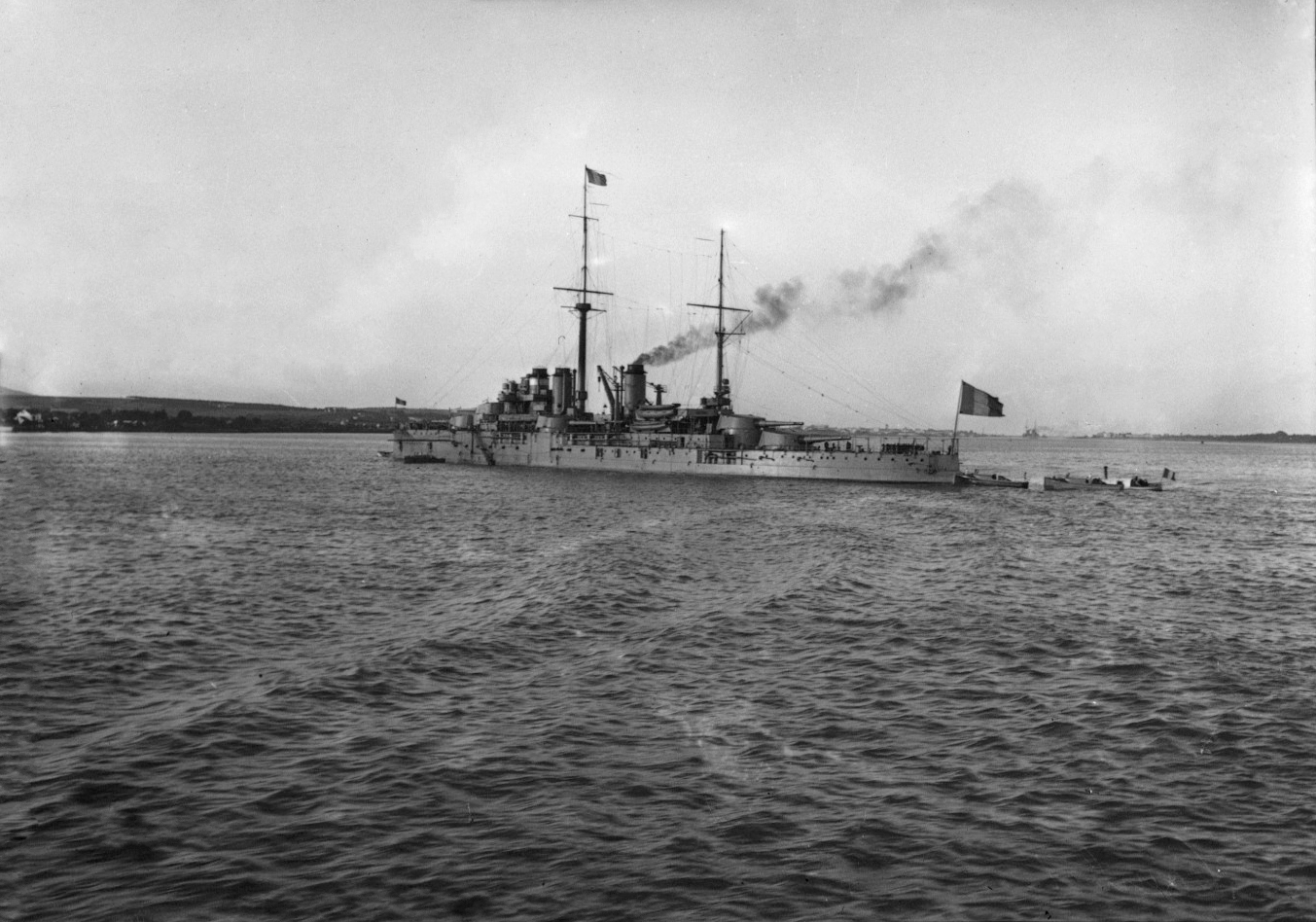
Courbet ancorado, 1914

O Courbet foi encomendado em 11 de agosto de 1910 e recebeu o nome do Almirante Amédée Courbet. Ele foi batido em 1º de setembro de 1910 no Arsenal de Lorient e lançado em 23 de setembro de 1911. Pouco depois de terminar seus testes de maquinário, ele levou o presidente da França, Raymond Poincaré, para a Grã-Bretanha para uma curta visita de 24 a 26 de junho de 1913. O Courbet foi concluído em 8 de outubro a um custo de 57 700 000 francos franceses e foi comissionado na frota em 19 de novembro. O Courbet e seu irmão Jean Bart foram designadas para a 1ª Divisão de Batalha do 1º Esquadrão de Batalha do 1º Exército Naval, em Toulon em meados de novembro e o Courbet tornou-se o carro-chefe do Vice-Almirante Augustin Boué de Lapeyrère, comandante do 1º Esquadrão de Batalha, em 5 de janeiro de 1914.

### Primeira Guerra Mundial
Quando a França declarou guerra à Alemanha em 2 de agosto, o Courbet havia sido dispensado de sua designação para a 1ª Divisão porque Boué de Lapeyrère havia se tornado comandante do 1º Exército Naval e o navio era agora o carro-chefe da frota. Após o sumiço do cruzador de batalha alemão SMS Goeben, ele dividiu suas forças em três grupos para cobrir os movimentos de comboios de tropas entre o norte da África francesa e a França metropolitana. O navio acompanhou o 2º Esquadrão de Batalha (Grupo B) até Bugia, na Argélia Francesa, antes de se encontrar com seus navios irmãos Jean Bart e France, em Valência, na Espanha, para escoltá-los até Toulon, porque os canhões do primeiro estavam com defeito e o último era tão novo que não tinha munição a bordo. Em 7 de agosto, o Courbet e o encouraçado Condorcet assumiram a escolta de um comboio de Argel e depois reabasteceram em Toulon.
Quando a França declarou guerra à Áustria-Hungria em 12 de agosto, Boué de Lapeyrère decidiu fazer uma incursão no Adriático com a intenção de forçar a frota austro-húngara a lutar. Após se encontrar com uma pequena força britânica no dia 15, ele ordenou que suas forças se separassem dos couraçados com destino a Otranto, na Itália, enquanto os cruzadores blindados patrulhavam a costa albanesa. Antes que os dois grupos se afastassem muito, vários navios austro-húngaros foram avistados em 16 de agosto, e a frota aliada conseguiu interceptar e afundar o cruzador protegido SMS Zenta ao largo de Antivari; o contratorpedeiro SMS Ulan conseguiu escapar. No dia seguinte, Boué de Lapeyrère transferiu sua bandeira para o Jean Bart. Em 1º de setembro, o 1º Exército Naval bombardeou brevemente as fortificações costeiras austro-húngaras que defendiam a Baía de Cattaro para descarregar os projéteis não disparados restantes nos canhões após afundar o Zenta. Além de várias incursões sem incidentes no Adriático, os navios capitais franceses passaram a maior parte do tempo navegando entre as costas grega e italiana para impedir que a frota austro-húngara tentasse sair do Adriático. O torpedeamento do Jean Bart em 21 de dezembro pelo submarino austro-húngaro U-12 mostrou que os couraçados eram vulneráveis a esta ameaça, e eles foram retirados para passar o resto do mês mais ao sul, em um ancoradouro na Baía de Navarino.

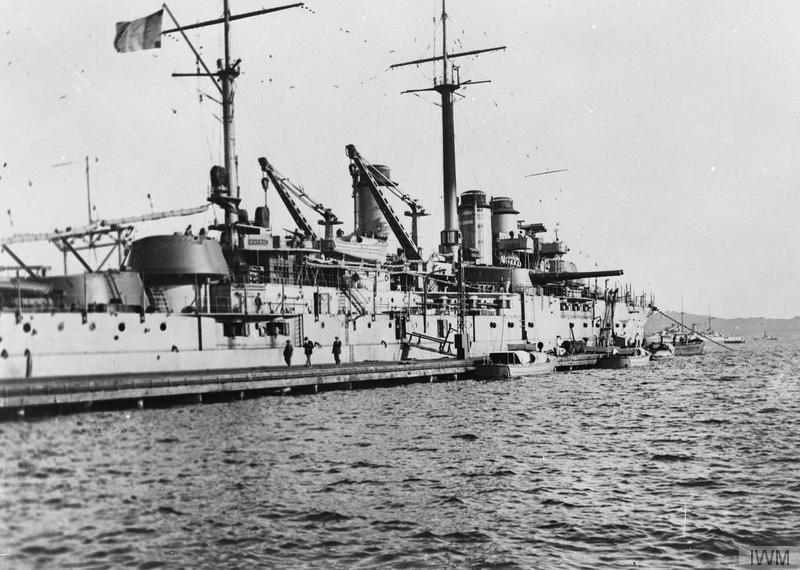
Courbet ancorado no porto de Toulon, 24 de setembro de 1916

Em 11 de janeiro de 1915, os franceses foram alertados de que a frota austro-húngara partiria de sua base em Pola, então Courbet, Paris e France lideraram o Exército Naval para o norte, até a costa albanesa. Era um alarme falso, e eles estavam de volta ao ancoradouro três dias depois. Enquanto isso, os navios patrulhavam o Mar Jônico. A declaração de guerra italiana à Áustria-Hungria em 23 de maio e a decisão italiana de assumir a responsabilidade pelas operações navais no Adriático permitiram que a Marinha Francesa se retirasse para Malta ou Bizerta, na Tunísia Francesa, para cobrir o Estreito de Otranto. Em algum momento do ano, os canhões de 47 milímetros do Courbet foram colocados em montagens de ângulo alto para permitir que fossem usados como canhões antiaéreos (AA). Mais tarde, eles foram complementados por um par de canhões Modèle 1891 G de 75 milímetros em suportes antiaéreos. Em 27 de abril de 1916, os franceses começaram a usar o porto de Argostoli, na ilha grega de Cefalônia, como base. Nessa época, muitos homens das tripulações dos couraçados foram transferidos para navios antissubmarinos. No início de 1917, os franceses também começaram a usar a ilha grega de Corfu, mas a escassez de carvão limitou severamente a capacidade dos navios de irem ao mar. Em 1918, eles estavam quase imóveis, deixando Corfu apenas para manutenção e reparos. Em 1º de julho, o Exército Naval foi reorganizado com o Courbet, Paris e Jean Bart designados para a 2ª Divisão de Batalha do 1º Esquadrão de Batalha. Nesse ano, o mastro principal do Courbet foi encurtado e um molinete motorizado foi instalado para permitir que ele operasse um balão montado, mas isso não foi bem-sucedido.

### Período entreguerras
Após o fim da guerra em 11 de novembro, o Courbet retornou a Toulon para uma reforma; o navio foi brevemente colocado na reserva antes de se tornar o carro-chefe do vice-almirante Charlier entre 6 de junho de 1919 e 20 de outubro de 1920. Em 10 de fevereiro de 1920, o 1º Exército Naval foi dissolvido e substituído pelo Esquadrão do Mediterrâneo Oriental e sua contraparte ocidental; todos os Courbet foram designados para o 1º Esquadrão de Batalha desta última unidade, com o Courbet, Jean Bart e Paris na 1ª Divisão de Batalha e France na 2ª Divisão de Batalha. Charlier comandou a 1ª Divisão e o Esquadrão do Mediterrâneo Ocidental naquela época. Os dois esquadrões foram combinados no Esquadrão Mediterrâneo em 20 de julho de 1921.
No ano seguinte, ele se tornou um navio de treinamento de artilharia em Toulon, mas sofreu um sério incêndio na caldeira em 6 de junho de 1923 que exigiu reparos, recebendo a primeira de suas modernizações entre 9 de julho de 1923 e 16 de abril de 1924, em La Seyne-sur-Mer. Isso incluiu a substituição de quatro de suas caldeiras por caldeiras du Temple alimentadas a óleo e a conexão de suas duas chaminés dianteiras. A elevação máxima do armamento principal foi aumentada de 12° para 23°, o que aumentou seu alcance máximo para 26 mil metros. Seus canhões AA existentes foram substituídos por quatro canhões de 75 milímetros Modèle 1891 AA, e sua blindagem de proa foi removida para aumentar sua navegabilidade. Foi instalado um novo mastro de proa com tripé e uma posição de controle de tiro no topo. Um telêmetro Barr & Stroud de 4,57 metros foi posicionado no teto da posição de controle de tiro. Além disso, um telêmetro de coincidência de 7,6 metros foi instalado no teto da torre de superdisparo traseira, substituindo o telêmetros de dois metros dentro da torre. O navio teve outro incêndio na caldeira em 1º de agosto de 1924, incinerando 13 homens, dos quais 3 morreram posteriormente devido aos ferimentos, permanecendo em reparos pelo resto do ano.
O Courbet e o encouraçado Provence visitaram Nápoles, Itália, de 15 a 19 de junho de 1925 e então se encontraram com o Jean Bart e Paris em Mers-el-Kebir, Argélia Francesa, para manobras no Golfo da Biscaia com os navios baseados no Atlântico que começaram no dia 26. Depois, os navios foram revisados pelo presidente da França, Gaston Doumergue, em Cherbourg, e os que estavam baseados no Mediterrâneo retornaram a Toulon em 12 de agosto. Em 1º de janeiro de 1927, o Esquadrão Mediterrâneo foi renomeado para 1º Esquadrão. Duas semanas depois, o Courbet iniciou uma longa modernização que durou até 12 de janeiro de 1931.
Esta foi uma reforma muito mais extensa do que a anterior, pois todas as suas caldeiras foram substituídas ou revisadas: ele recebeu seis caldeiras du Temple a óleo que foram construídas para o navio de guerra Normandie, que foi desmantelado, e dezesseis caldeiras a carvão do navio irmão do Normandie, Flandre. O navio agora atingia 18,2 nós (33,7 quilômetros por hora) com um deslocamento de 24 748 toneladas durante seus testes no mar posteriormente. Os sistemas de controle de tiro do Courbet foram amplamente atualizados com a instalação de um sistema Saint-Chamond-Granat em uma torre de controle de direção (DCT) no topo do mastro do tripé, e todos os seus telêmetros originais foram substituídos, com exceção dos de dois metros em cada torre. O DCT foi equipado com um telêmetro de coincidência de 4,57 metros e um telêmetro estéreo de 3 metros foi adicionado ao DCT para medir a distância entre o alvo e os respingos dos projéteis. Telêmetros adicionais de 4,57 metros foram adicionados em uma montagem duplex no topo da torre de comando e outra na base do mastro principal. O telêmetro Barr & Stroud de 7,6 metros foi removido e um de 8,2 metros foi instalado no teto da torre de superdisparo dianteira. Diretores com telêmetros de 2 metros também foram adicionados para controlar os canhões secundários. Os canhões AA Modèle 1918 do navio foram trocados por sete canhões de 75 milímetros Modèle 1922, com um par de canhões de ângulo alto estando equipados com telêmetros e 1,5 metros, um no topo da unidade duplex na torre de comando e um na superestrutura traseira.
Em 25 de março de 1931, o Courbet teve uma pane em uma de suas turbinas e teve que retornar ao estaleiro para reparos. Após realizar seus testes no mar de 9 a 12 de junho, ele foi designado para a Divisão de Treinamento como parte da escola de artilharia. O navio realizou vários exercícios de artilharia de 4 de fevereiro a 27 de maio de 1932 antes de retornar ao estaleiro para recondicionar seus condensadores e substituir suas duas hélices internas. Em 1933 e 1934, o Courbet e seu irmão Paris, ambos designados para a Divisão de Treinamento, raramente saíam do porto. O Courbet teve sua maquinaria de propulsão revisada em 1937-1938, e a Marinha aproveitou a oportunidade para remover seus tubos de torpedos e reforçar seu armamento antiaéreo com a adição de algumas metralhadoras antiaéreas Hotchkiss de 13,2 milímetros. O Esquadrão de Treinamento foi dissolvido em 10 de junho de 1939, e os irmãos foram designadas para a 3ª Divisão de Batalha do 5º Esquadrão. Os navios iniciaram um cruzeiro em 14 de junho, durante o qual visitaram Mers-el-Kebir e Casablanca, no Marrocos Francês, antes de chegarem a Brest em 11 de julho, onde a divisão foi designada para a 2ª Região Marítima, cuja sede estava lá, mantendo seu papel como navios de treinamento de artilharia.

### Segunda Guerra Mundial
Após o início da Segunda Guerra Mundial, em setembro de 1939, o Courbet e Paris continuaram treinando até depois da invasão alemã da França, em 10 de maio de 1940. Eles foram mobilizados em 21 de maio com tripulações reforçadas e designados ao comando do vice-almirante Jean-Marie Abrial para a defesa dos portos franceses no Canal da Mancha. O Courbet forneceu apoio de fogo aos defensores de Cherbourg em 19 de junho contra o avanço da 7ª Divisão Panzer e então cobriu a evacuação da cidade pelos Aliados durante a Operação Aerial. O navio partiu para Portsmouth, Inglaterra, no dia seguinte.
O Courbet foi capturado lá, como parte da Operação Catapulta, pelas forças britânicas em 3 de julho para evitar que navios franceses caíssem nas mãos dos alemães após a rendição francesa no final de junho. O navio foi entregue à França Livre uma semana depois, que o utilizou como bateria antiaérea em Portsmouth, até ser desarmado em 31 de março de 1941 e usado como navio de acomodação. Em Loch Striven, Escócia, ele foi usado como alvo para os testes de bomba ricocheteadora "Highball" entre 9 de maio e dezembro de 1943. “Highball” era uma versão menor de “Upkeep” usada na Operação Chastise. O Courbet permaneceu em uso como depósito e navio-alvo até ser designado para uso como quebra-mar "Gooseberry" na Praia de Sword durante o desembarque na Normandia. O navio teve que ser rebocado de Weymouth em 7 de junho por dois rebocadores britânicos, pois seus motores e caldeiras haviam sido removidos anteriormente e substituídos por concreto. Ele foi afundado em 9 de junho naquela mesma praia e foi atingida por torpedos tripulados Neger durante as noites de 15 a 16 e 16 a 17 de agosto Como tal, ele foi provavelmente o único navio alguma vez atacado por armas secretas de ambos os lados durante o conflito. O navio foi lentamente desmantelado no local após a guerra; a demolição foi concluída em 1970.